# Eduard VIII del Regne Unit
Eduard VIII del Regne Unit (Richmond, 1894 - París, 1972) fou rei de la Gran Bretanya i d'Irlanda del Nord, d'Irlanda i dels Dominis britànics d'ultramar, i emperador de l'Índia (del 20 de gener de 1936 a l'11 de desembre de 1936). Abdicà de la corona britànica per tal de poder-se casar amb la dues vegades divorciada Wallis Simpson.

## Naixement i família
Nascut a la finca rural de White Lodge a Richmond Surrey, fill del rei Jordi V quan tan sols era duc de York i hereu del seu pare el príncep de Gal·les, el futur rei Eduard VII i de la princesa Alexandra de Dinamarca nascuda princesa de Dinamarca. La seva mare era la princesa Maria de Teck, filla del príncep Francesc, duc de Teck i pertanyent a una branca morganàtica de la família reial de Württemberg i de la princesa Maria Adelaida del Regne Unit, filla dels ducs de Cambridge, cosins de la reina Victòria, i neta del rei Jordi III. Nascut, per tant, a la recta final del període victorià.
Els seus noms de bateig foren els de Jordi, Andreu, Patrici i David, patrons d'Anglaterra, Escòcia, Irlanda i Gal·les, respectivament. Seria conegut pels seus familiars i amics com a David.
A la mort del seu avi i amb l'ascensió del seu pare al tron britànic rebé els títols habituals de l'hereu al tron britànic: Príncep de Gal·les, Duc de Cornualles i Duc de Rothesay, Comte de Carrick, Baró de Renfrew, Lord de les Illes, i Great Steward d'Escòcia. Jurà el títol de príncep de Gal·les al Castell de Caernarfon el 1911, essent el primer príncep de Gal·les des de l'edat mitjana que jurava aquest títol en terres gal·leses.

## Príncep de Gal·les i Rei del Regne Unit

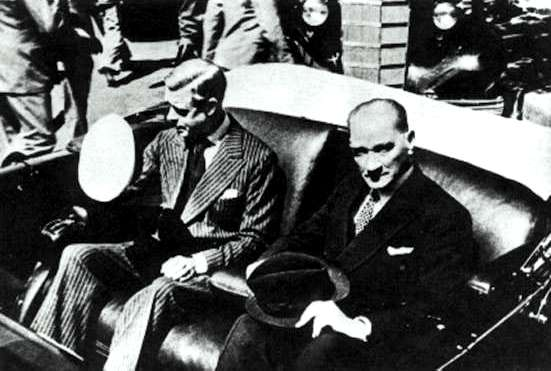
Eduard VII i el president Turc, Kemal Atatürk, en Istanbul, (4 de setembre 1936).

Participà en la Primera Guerra Mundial malgrat que no se li permeté participar en primera línia de combat com era el seu desig. Aquest petit rol en el conflicte li permeté guanyar-se una alta popularitat entre les tropes britàniques.
Durant la dècada de 1920 i de 1930 representà el seu pare en múltiples actes tant dintre del país com a l'estranger. Adquirí un rol important després de la Gran Depressió en què participà en nombroses visites a barris desvalguts i instal·lacions públiques de suport a les famílies.
L'any 1928 rebé el Fort Belvedere al Berkshire del seu pare i fou allà on instal·là el seu domicili. Allà mantingué una important vida amorosa majoritàriament amb dones casades i moltes d'origen nord-americà com: Freda Dudley Ward i la vescomtessa Furness i finalment, amb Wallis Simpson.
Després de la mort del seu pare ascendí al tron britànic el 20 de gener de 1936. Ja des del primer moment el seu regnat d'escassos mesos va ser marcat per la polèmica de la voluntat de casar-se amb la nord-americana dues vegades separada Wallis Simpson. L'endemà de la proclamació observà des del Palau de Saint James al costat de Wallis Simpson els homenatges a la seva persona.
El rei perdé de forma gradual la confiança del govern britànic, s'observaren certes voluntats d'interferència en el govern del país i s'optà per no passar a Fort Belvedere papers compromesos pel país i per investigar les activitats del rei i la seva amistançada.

Firma d'Eduard VIII com a rei, després del seu nom s'hi observa una R i una I de rei i emperador en llatí ('rex' i 'imperatore')

## Abdicació
El 16 de novembre de 1936, el rei es trobà amb el primer ministre Stanley Baldwin, al Fort Belvedere i li expressà la seva voluntat de casar-se amb Wallis Simpson tan bon punt aquesta ho pogués fer. Baldwin li oferí tres possibilitats, casar-se en contra la voluntat del Govern, abdicar i casar-se o bé abandonar la seva relació amb Wallis Simpson. L'establishment britànic s'oposava a la idea del matrimoni i únicament el govern de l'Estat lliure d'Irlanda s'hi va mostrar a favor.
Eduard signà la seva acta d'abdicació el 10 de desembre de 1936 a Fort Belvedere en presència dels seus germans els ducs de York, Gloucester i Kent. L'endemà anuncià al país la seva abdicació amb aquestes paraules: "No puc portar el pes feixuc de la Corona i dels deures reials sense tenir al meu costat la dona que estimo". Després d'aquest anunci marxà del Regne Unit en direcció a França on Wallis Simpson l'esperava. Després de l'abdicació, el Duc de York es convertí en el rei Jordi VI del Regne Unit.

## Duc de Windsor
L'any 1937 el rei li atorgà el títol de Duc de Windsor amb el grau d'Altesa Reial. L'ex-rei es casà amb Wallis Simpson el 3 de juny de 1937 al castell de Candé a França. Les relacions entre els germans i molt especialment amb el nou rei Jordi VI i la reina mare Maria de Teck van empitjorar de forma evident pel que feia al grau d'Altesa Reial de la nova duquessa de Windsor i per l'assignació econòmica de la nova parella. L'ex-rei feu pagar una important suma econòmica al seu germà per la compra dels castells de Balmoral i de Sandringham que ell havia heretat del seu pare.
S'establiren a França i el mateix any 1937 visitaren a Adolf Hitler a la cancelleria berlinesa. Les relacions entre els ducs de Windsor i el Partit Nazi semblaven reforçar-se i molt especialment entre la duquessa i el ministre d'afers exteriors del Reich Joaquim von Ribbentrop. Al acabar la guerra es varen descobrir documents, coneguts com els Arxius de Marburg, amb correspondència entre el duc de Windsor i l'alt comandament nazi alemany. La invasió alemanya de França feu que els ducs viatgessin cap a Biarritz, a Espanya i Portugal on embarcaren en un navilier britànic en direcció a les Bahames on el govern britànic li havia ofert la plaça de governador al duc. Durant l'odissea per fugir dels nazis l'FBI descobrí que la duquessa mantenia permanent contacte amb Von Ribbentropp i que aquest coneixia perfectament qualsevol moviment de la parella ducal. La jugada del govern britànic de portar els ducs a les Bahames amb l'excusa de fer-se càrrec de la governadoria responia a la voluntat d'allunyar-los dels centres de decisions per tal d'evitar la seva intervenció. L'any 1967 va ser en el primer acte oficial al Regne Unit des de la seva exclusió.
Posteriorment a la Segona Guerra Mundial els ducs es dedicaren a viatjar. El duc morí a París l'any 1972 després d'anys d'una dura batalla en contra del càncer de coll. La duquessa morí a final de la dècada de 1980. Tots dos es troben enterrats a Fragmore prop de Windsor. Moriren sense descendència, malgrat que sempre estigueren envoltats de rumors sobre l'homosexualitat del duc, les seves aventures extramatrimonials, problemes hormonals de la duquessa i suposades paternitats.